# Numidotheriidae
A Numidotheriidae az emlősök (Mammalia) osztályának ormányosok (Proboscidea) rendjébe, ezen belül a fosszilis Plesielephantiformes alrendjébe tartozó család.

## Rendszerezés
A családba az alábbi 4 nem tartozik:
- †Arcanotherium Delmer, 2009 - késő eocén-kora oligocén; Észak-Afrika; korábban azonosnak tartották a Numidotheriummal[1][2]
- †Daouitherium Gheerbrant & Sudre (in Gheerbrant et al.), 2002 - kora eocén; Észak-Afrika[3]
- †Numidotherium Jaeger, 1986 - középső eocén; Észak-Afrika[4] - típusnem
- †Phosphatherium Gheerbrant, Sudre & Cappetta, 1996 - késő paleocén-kora eocén; Észak-Afrika[5][6]

## Fordítás
- Ez a szócikk részben vagy egészben  a   Numidotheriidae című angol Wikipédia-szócikk ezen változatának fordításán alapul.  Az eredeti cikk szerkesztőit annak laptörténete sorolja fel. Ez a jelzés csupán a megfogalmazás eredetét és a szerzői jogokat jelzi, nem szolgál a cikkben szereplő információk forrásmegjelöléseként.
- Ez a szócikk részben vagy egészben  a   Proboscidea#Classification című angol Wikipédia-szócikk ezen változatának fordításán alapul.  Az eredeti cikk szerkesztőit annak laptörténete sorolja fel. Ez a jelzés csupán a megfogalmazás eredetét és a szerzői jogokat jelzi, nem szolgál a cikkben szereplő információk forrásmegjelöléseként.